# Verraco

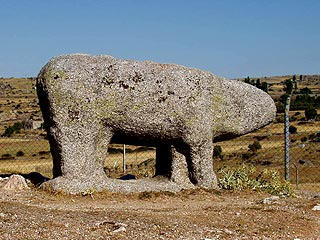
Sculpture vettone de verrat à Mingorría, province d'Ávila, Espagne.

Un verraco (en français « verrat ») est une sculpture en granite représentant un animal, principalement un porc ou un taureau. Caractéristiques de la culture vettone, on les rencontre principalement dans l'ouest de l'Espagne et dans le nord du Portugal.

## Généralités
Ces sculptures sont appelées verraco (verracos au pluriel) en espagnol ; le terme signifie littéralement « verrat » et on précise parfois verraco de piedra (« verrat de pierre ») pour les distinguer des animaux vivants. En portugais, on les appelle berrão (berrões au pluriel).
Les verracos se rencontrent dans l'ouest de la Meseta, le haut-plateau central de la péninsule Ibérique, essentiellement dans les provinces espagnoles d'Ávila, Cáceres, Salamanque, Ségovie et Zamora, mais aussi dans le nord du Portugal et en Galice. Plus de 400 de ces sculptures sont répertoriées.
La plupart des verracos semblent représenter des porcs ou des sangliers, mais on a également identifié des taureaux et, dans le village d'El Oso (littéralement « L'Ours »), la sculpture représenterait un ours. Ce sont des monuments mégalithiques, sculptés en granite.
Les verracos datent d'entre les IVe et Ier siècles av. J.-C. et ont été érigés par les Vettons, l'un des peuples occupant la péninsule Ibérique avant la conquête romaine. Leur finalité n'est pas connue et il est possible qu'ils n'aient pas eu qu'un seul usage. Si on a pu leur attribuer une signification religieuse (protection des troupeaux, monuments funéraires — certains verracos portent des inscriptions funéraires en latin), à la lumière de recherches récentes (J. R. Álvarez Sanchís), on pense qu'ils pouvaient jouer le rôle de signalement des pâturages, importants dans une culture vettone pastorale.

## Exemples

### Espagne

#### Ávila
- Aldea del Rey Niño (es)
- Arévalo : 1 verraco dans le palais du général Vicente de Río
- Ávila : 14 verracos provenant de Tornadizos et 3 découverts près de l'Adaja
- Cardeñosa : verraco de las Cogotas (es), castro de Cogotas
- Chamartín : 5 verracos, le mieux préservé étant celui (es) du castro de la Mesa de Miranda
- Martiherrero : 4 verracos
- Mingorría
- Narrillos de San Leonardo (es)
- El Oso : verraco surnommé el oso, « l'ours », et qui donne son nom à la ville
- San Miguel de Serrezuela : déplacé dans le torreón de los Guzmanes (es) à Ávila
- Santa María del Arroyo : verraco de Santa María del Arroyo (es)
- Santo Domingo de las Posadas : 1 verraco
- Solosancho : 2 verracos, castro de Ulaca (verraco de Solosancho (es) et verraco de Villaviciosa (es))
- El Tiemblo : 4 verracos, taureaux de Guisando
- Tornadizos de Ávila : 8 verracos
- La Torre : 2 verracos sans tête dans l'atrium de l'église et un autre incrusté dans un mur ; verraco de La Torre (es)
- Villanueva del Campillo : 2 verracos (verraco de Villanueva del Campillo (es)
- Villatoro : 3 verracos
- Vicolozano (es)

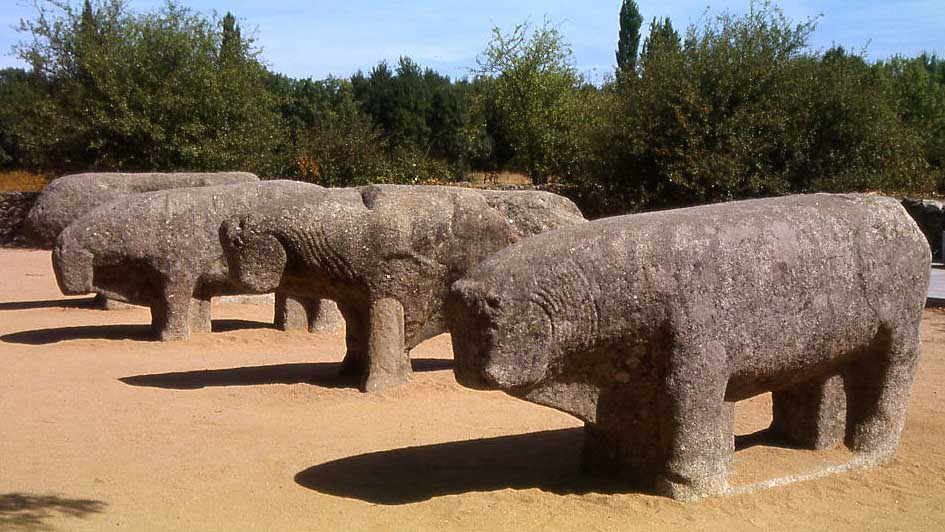
Taureaux de Guisando, El Tiemblo
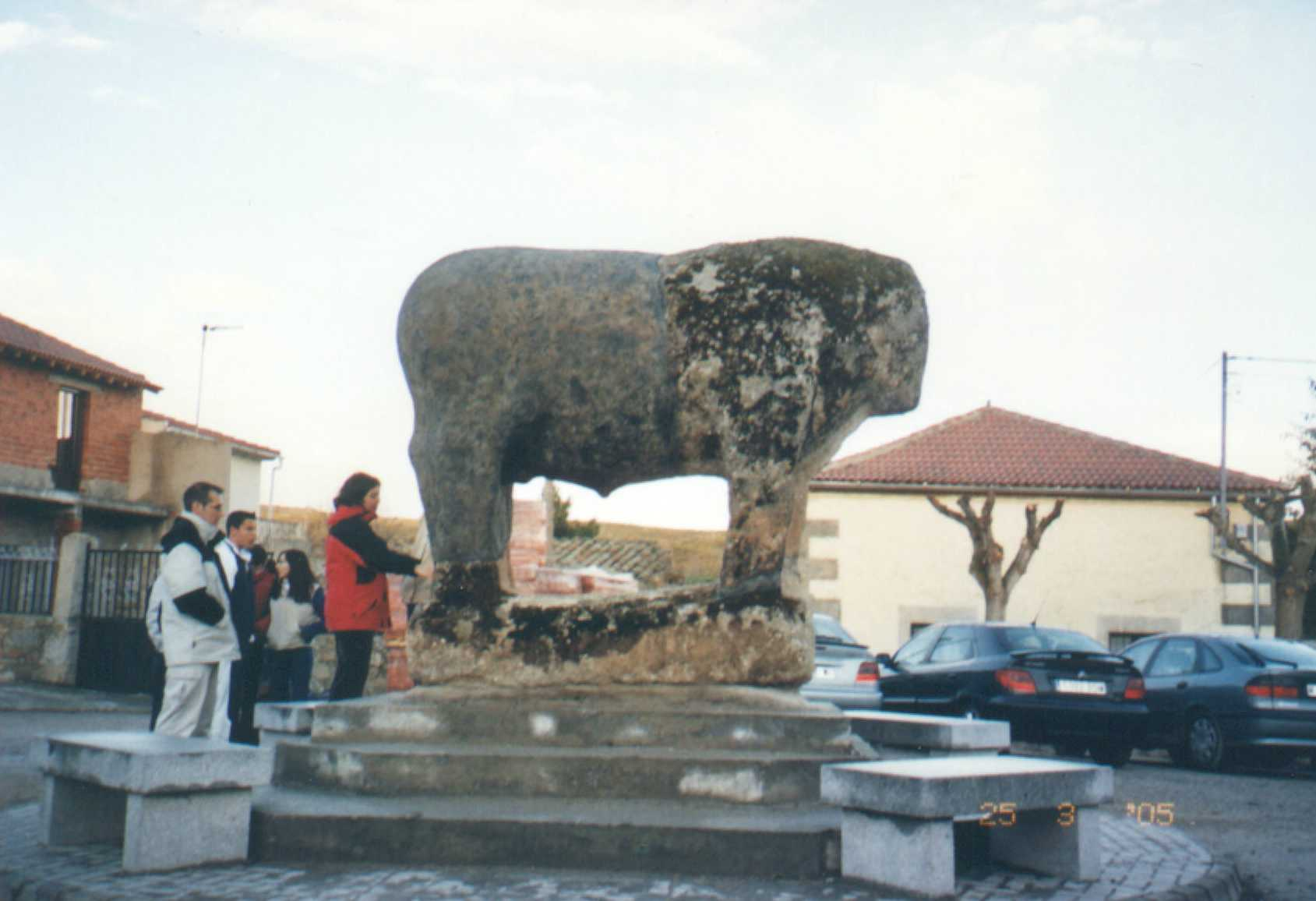
Villanueva del Campillo
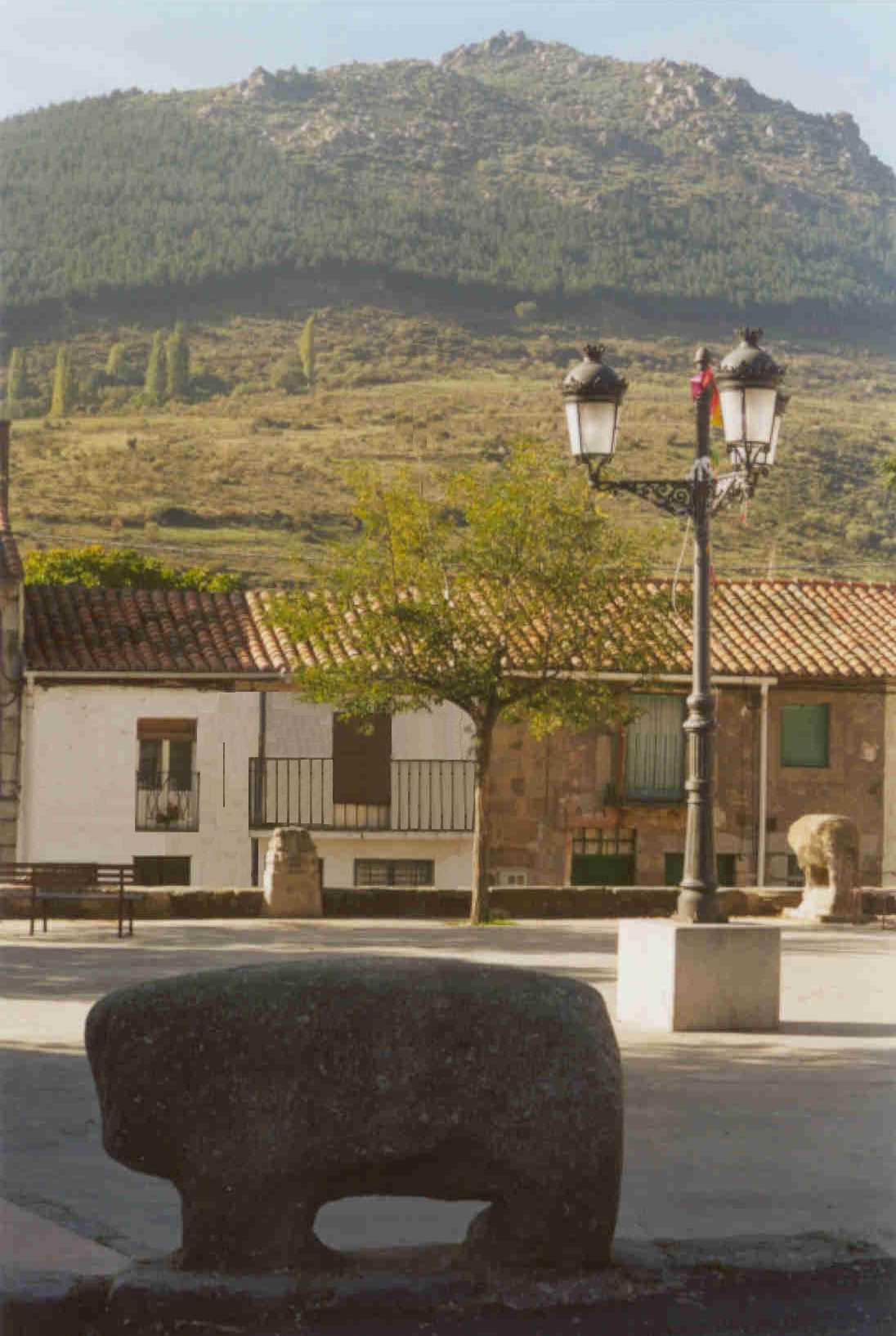
Villatoro

#### Cáceres
- Botija : castro de Villasviejas del Tamuja (es)
- Coria : conservé au museo de la Cárcel Real de Coria
- Guadalupe : caserío de Mirabel
- Jaraíz de la Vera
- Madrigalejo : conservé au musée archéologique de Cáceres
- Segura de Toro : toro de Segura de Toro (es)
- Valdelacasa de Tajo
- Villar del Pedroso
- Pasarón de la Vera : possiblement détruit au XIXe siècle, mais toujours décrit sur les armoiries de la ville

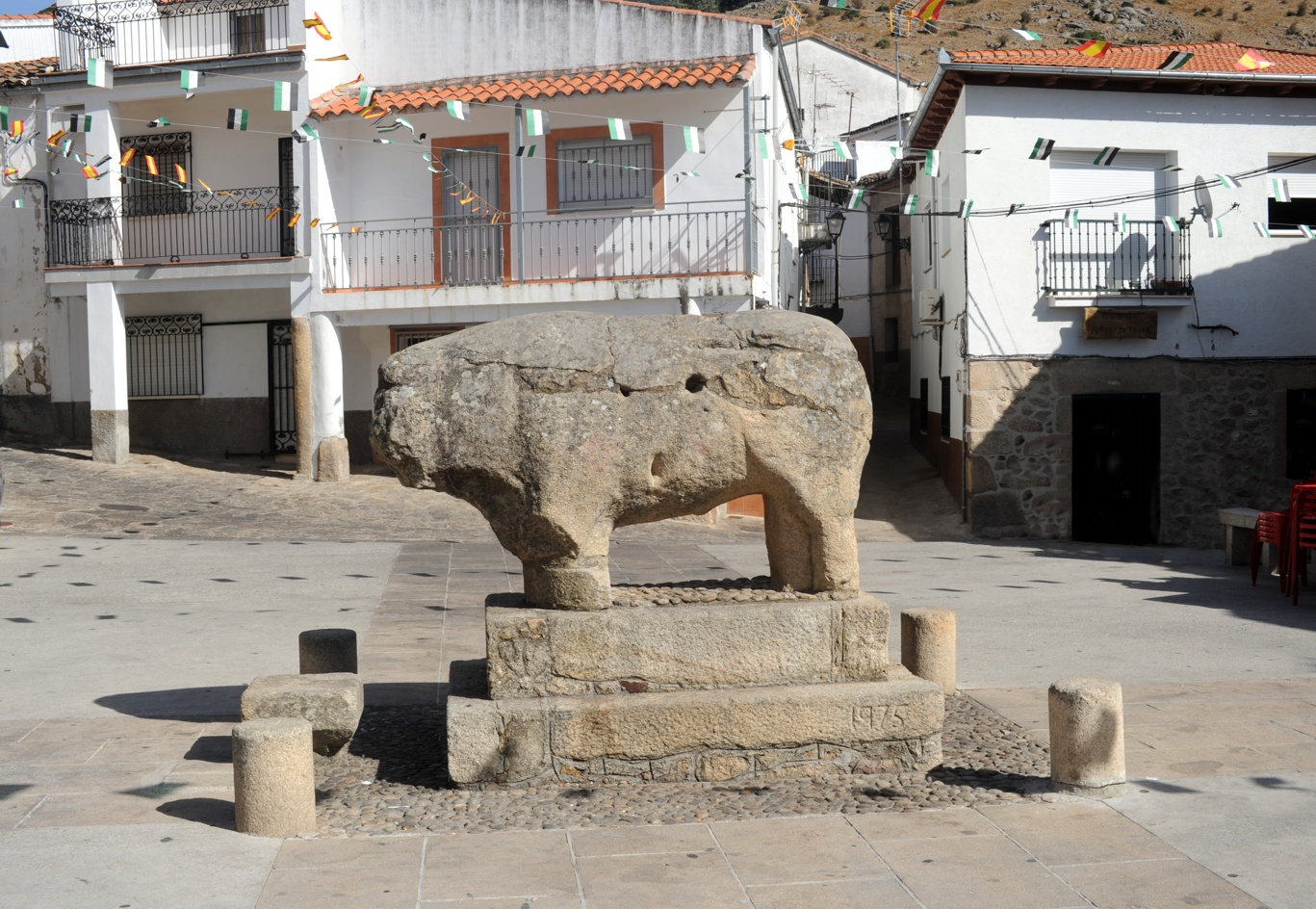
Toro (es), Segura de Toro

#### Salamanque
- Ciudad Rodrigo : 2 verracos, l'un d'eux provenant de Gallegos de Argañán et conservé à la maison de la culture
- Gallegos de Argañán : 2 verracos, l'un conservé au musée de Salamanque, l'autre à la maison de la culture de Ciudad Rodrigo
- Juzbado
- Larrodrigo
- Ledesma
- Lumbrales : 2 verracos
- Masueco : conservé au musée de Salamanque
- Monleón
- Puente del Congosto
- La Redonda : conservé au musée de Salamanque
- Salamanque : verraco du pont (es), cité dans La Vie de Lazarillo de Tormes en 1554 ; plusieurs autres verracos conservés dans le musée de la ville
- San Felices de los Gallegos
- Santibáñez de Béjar
- Tabera de Abajo
- Yecla de Yeltes : castro de Yecla la Vieja

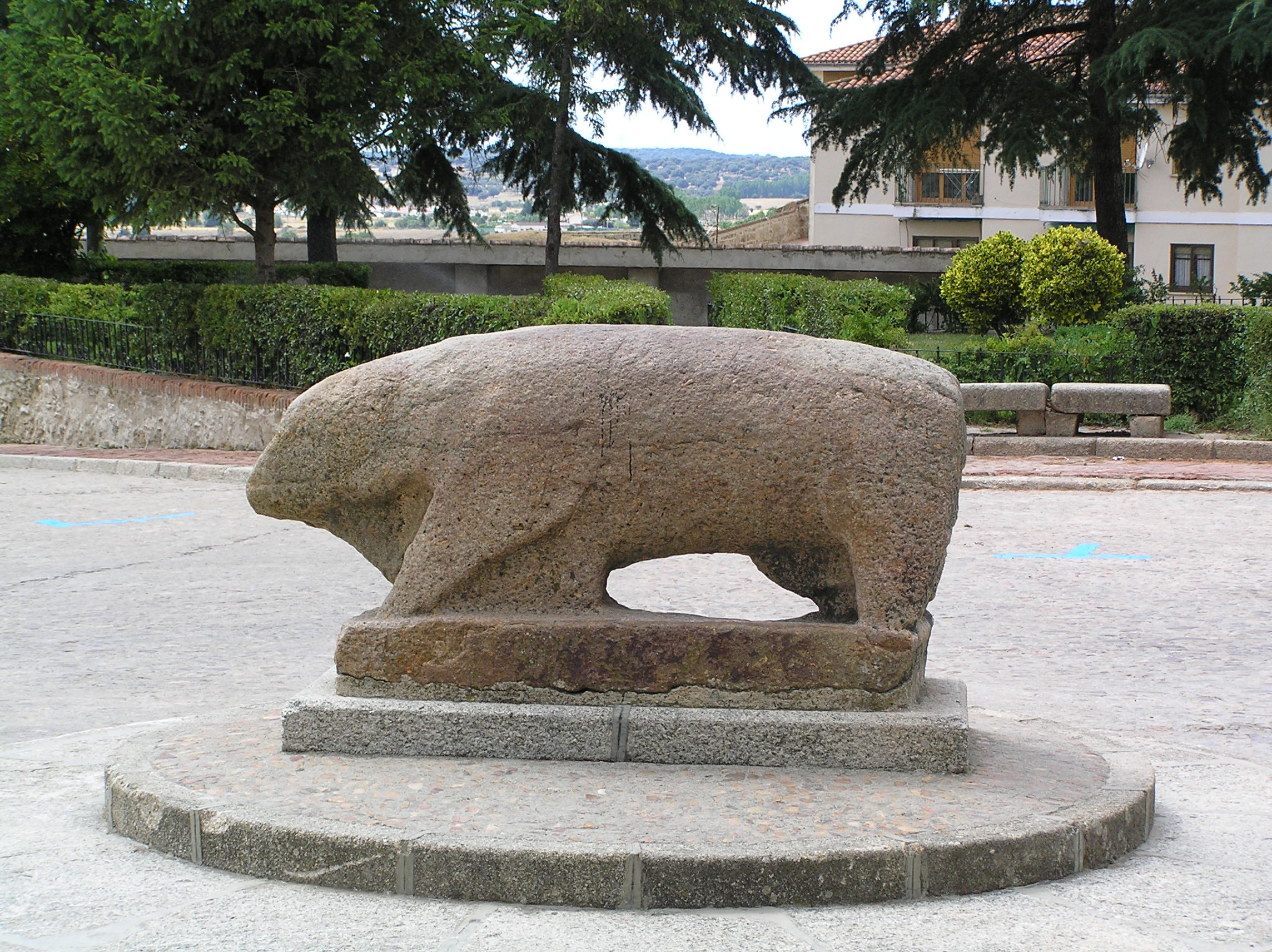
Ciudad Rodrigo

#### Ségovie
- Ségovie : 2 verracos : un taureau et un sanglier ; conservés au musée provincial[1]
- Coca : 3 verracos : deux devant la porte de la ville[1], le dernier incrusté dans un mur du château

#### Tolède
- La Puebla de Montalbán : 1 verraco, découvert en 2006 et conservé dans le musée La Celestina[2]
- Castillo de Bayuela : 2 verracos sur la plaza de San Antonio
- Talavera la Nueva (es)
- Talavera de la Reina : connu sous le nom de « cabeza del moro » et partiellement enfoncé dans un mur : seule la tête est visible
- Torralba de Oropesa
- Torrecilla de la Jara : 2 verracos

#### Zamora
- Muelas del Pan
- San Vitero

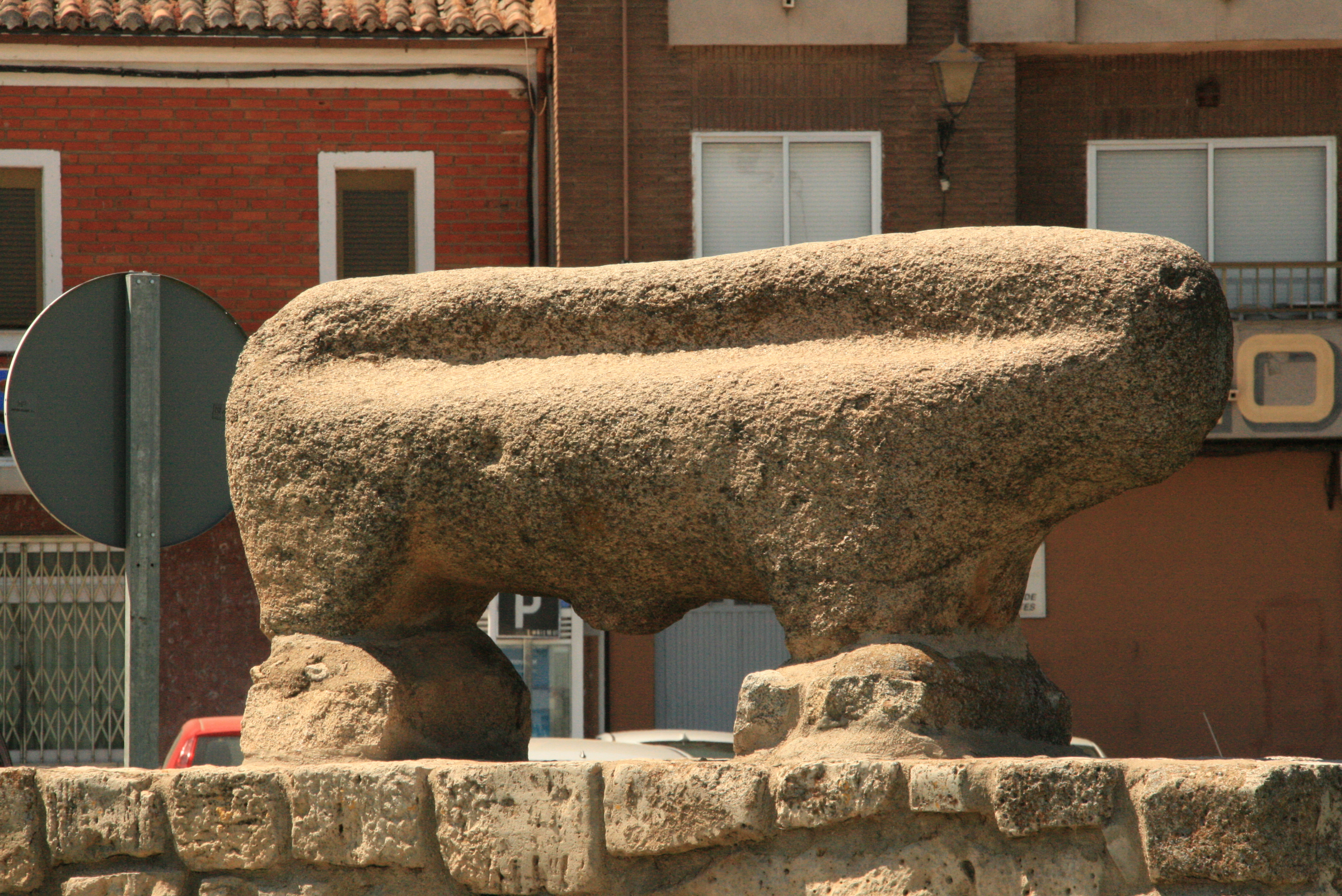
Toro
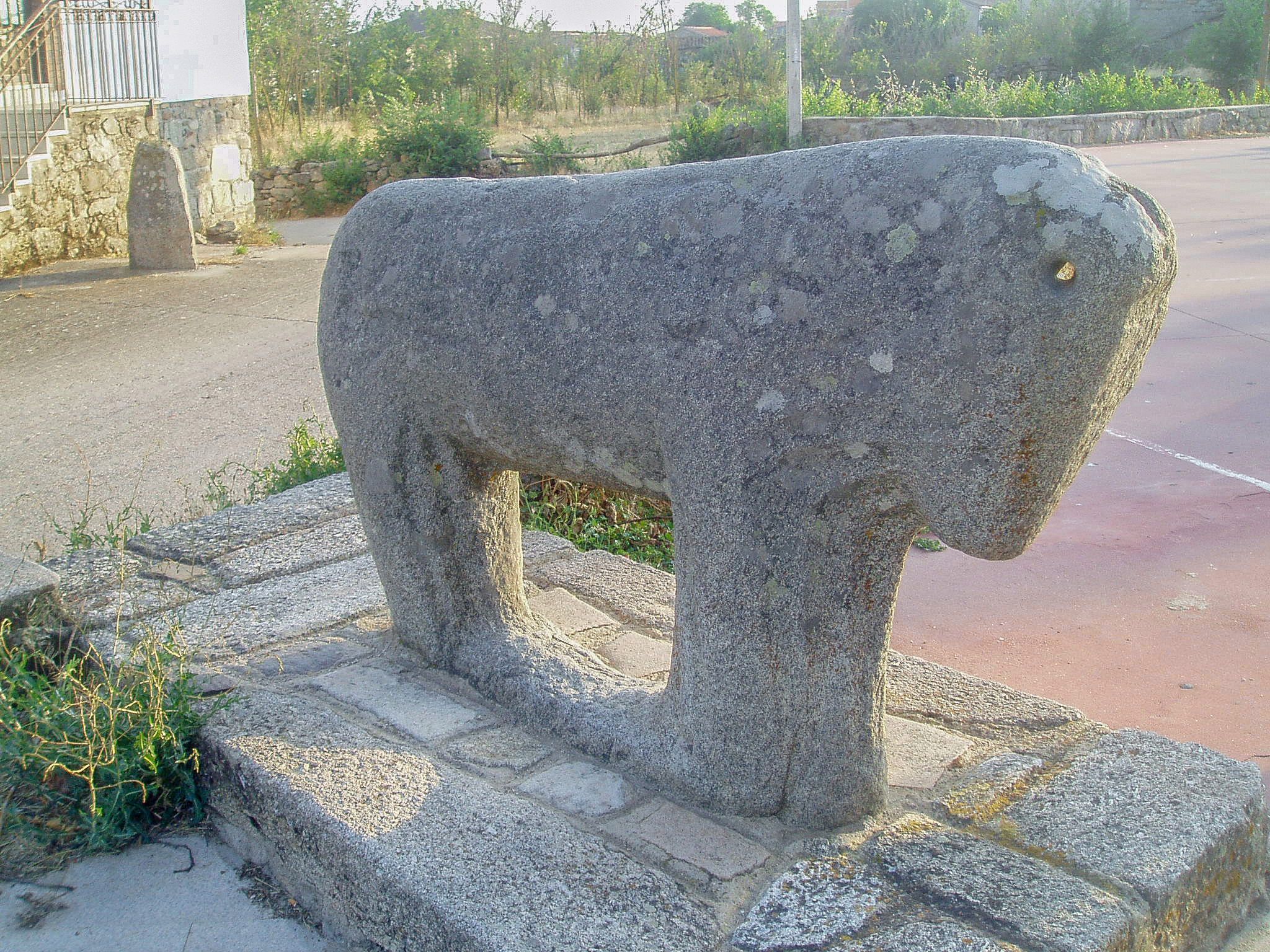
Villardiegua de la Ribera

- Toro
- Villardiegua de la Ribera

### Portugal

#### Bragance
- Bragance
- Duas Igrejas
- Malhadas (es)
- Picote (es)
- Torre de Dona Chama (en)

#### Guarda
- Almofala

#### Portalegre
- Marvão : tête de verraco (berrão en portugais), exposée au musée municipal de la ville

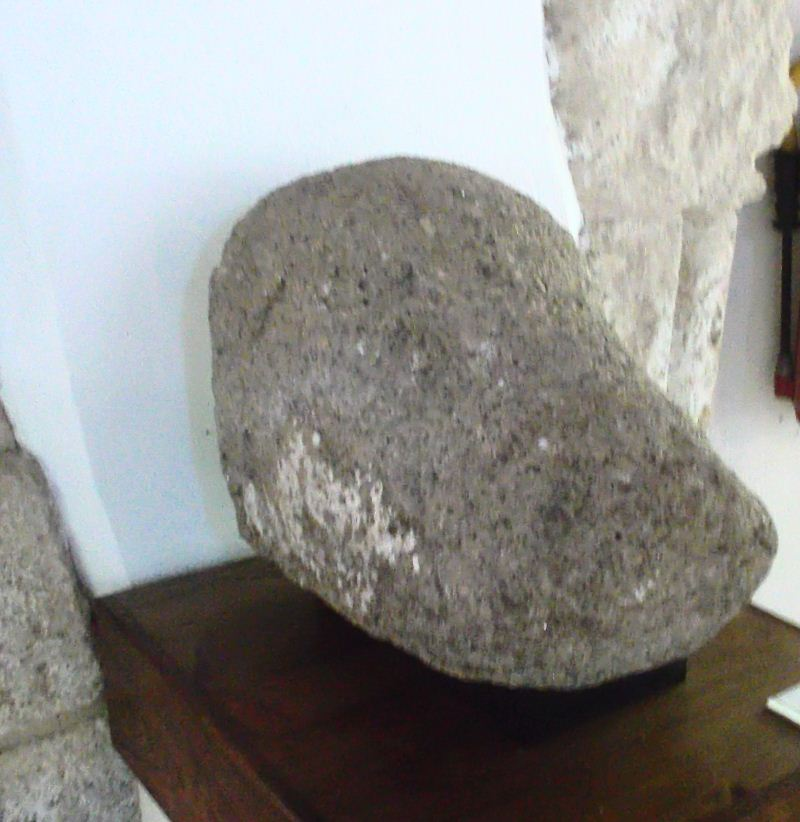
Marvão

#### Vila Real
- Murça : Porca de Murça (la « Laie de Murça » en portugais, bien que la sculpture semble représenter un sanglier mâle plutôt qu'une femelle

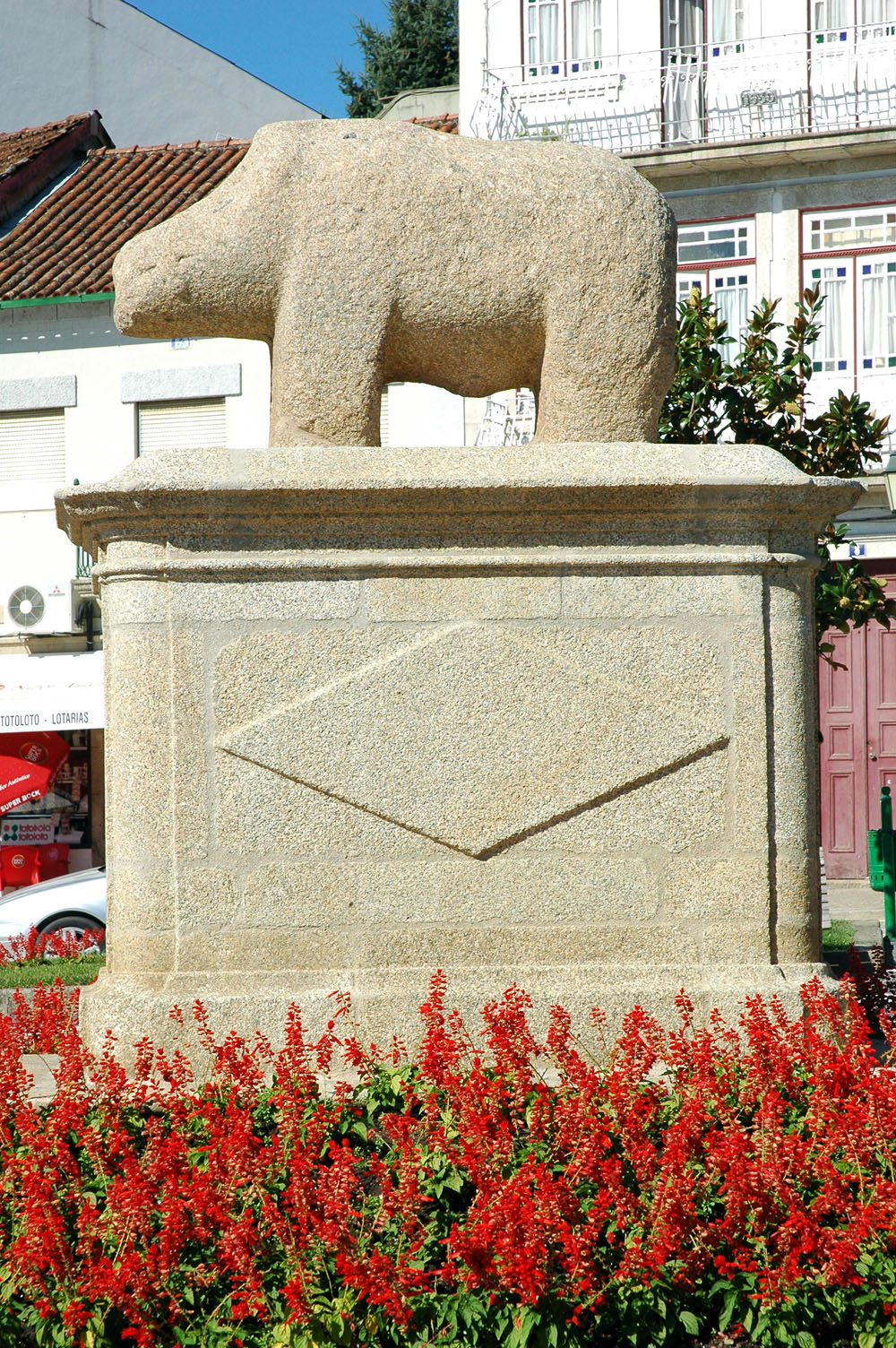
Murça